# Meleoma hageni
Meleoma hageni är en insektsart som beskrevs av Banks 1949. Meleoma hageni ingår i släktet Meleoma och familjen guldögonsländor. Inga underarter finns listade i Catalogue of Life.